# Veliko Tarnovo (tỉnh)
Veliko Tarnovo là một tỉnh ở trung bắc bộ Bulgaria, giáp biên giới với vùng Sud - Muntenia của România. Tỉnh lỵ là thành phố Veliko Tarnovo, một thành phố có tầm quan trọng lịch sử là thủ đô của Bulgaria Trung cổ.
Các thị xã khác gồm Gorna Oryahovitsa, cách Veliko Tarnovo 10 km, Svishtov và năm bên sông Danube nổi tiếng với Học viện kinh tế Tsenov, và Suhindol.
Thành phố Veliko Tarnovo từng là thủ đô của Đệ nhị Bulgaria.
Veliko Tarnovo có sông Ialtra chảy qua nó có vị trí quan trọng không chỉ với Bulgaria mà còn với cả châu âu là nơi hành lang vận tải số 9 của châu Âu đi qua.
Veliko tarnovo là một trong những thành phố cổ của Bungary,từng là thủ đô của đệ nhị bulgary(1187-1393). Veliko tarnovo có ba ngọn đồi Sarevec,Tranpezisa và Sveta Gora.

## Các đô thị
Tỉnh Veliko Tarnovo được chia thành các đô thị sau:
- Elena
- Gorna Oryahovitsa
- Lyaskovets
- Pavlikeni
- Polski Trambesh
- Strazhitsa
- Svishtov
- Suhindol
- Veliko Tarnovo
- Zlataritsa